# Матеи
Матеи (Mattei) – римска аристократична фамилия. Матеите дават 8 римски кардинали и са известни като едни от най-големите строители в Рим – Матеите строят множество дворци, особено в т.нар. „квартал Матеи“. Считат за свои предци средновековните Папараски, към които принадлежи и римския папа Инокентий II. Матеите притежават и за известно време титлата херцог на Джиове. 
Сред най-известните проекти на фамилията са Палацо Матеи и Вила Матеи.

## Представители
- Алесандро Матеи – римски кардинал
- Луиджи Матеи – римски кардинал
- Джироламо Матеи – римски кардинал
- Лоренцо Матеи – римски кардинал
- Луиджи Матеи – генерал
- Асдрубале Матеи – благородник